# Municipio de Clinton (condado de Decatur)
El municipio de Clinton (en inglés: Clinton Township) es un municipio ubicado en el condado de Decatur en el estado estadounidense de Indiana. En el año 2010 tenía una población de 513 habitantes y una densidad poblacional de 8,82 personas por km².

## Geografía
El municipio de Clinton se encuentra ubicado en las coordenadas 39°25′12″N 85°27′49″O / 39.42000, -85.46361. Según la Oficina del Censo de los Estados Unidos, el municipio tiene una superficie total de 58.19 km², de la cual 58,19 km² corresponden a tierra firme y (0 %) 0 km² es agua.

## Demografía
Según el censo de 2010, había 513 personas residiendo en el municipio de Clinton. La densidad de población era de 8,82 hab./km². De los 513 habitantes, el municipio de Clinton estaba compuesto por el 98,83 % blancos, el 0,19 % eran afroamericanos, el 0,58 % eran asiáticos y el 0,39 % eran de una mezcla de razas. Del total de la población el 0,39 % eran hispanos o latinos de cualquier raza.